# James B. Comey
James Brien "Jim" Comey, Jr., född 14 december 1960 i Yonkers, New York, är en amerikansk jurist och före detta ämbetsman. Han var chef för Federal Bureau of Investigation (FBI) mellan den 4 september 2013 och den 9 maj 2017.

## Biografi
Jim Comey, som är av irländskt ursprung, föddes i Yonkers i New York och växte upp i Allendale i New Jersey som son till Joan och J. Brien Comey. Hans far arbetade med fastigheter och hans mor var datakonsult. Han studerade vid College of William and Mary, där han avlade kandidatexamen (B.S.) 1982 i kemi och religionsvetenskap. Hans kandidatuppsats behandlade teologerna Reinhold Niebuhr och Jerry Falwell. Han avlade juristexamen (Juris Doktor, motsvarande en svensk juristexamen) vid University of Chicago 1985.
Efter studierna arbetade han som notarie hos John M. Walker Jr. vid en federal distriktsdomstol i New York. Därefter var han anställd på advokatbyrån Gibson, Dunn & Crutcher i New York samt senare biträdande åklagare till den federala åklagaren för södra distriktet i New York åren 1987–1993. Han hjälpte bland annat till att åtala familjen Gambino.
Åren 1996–2001 var Comey biträdande chef hos den federala åklagaren för Virginias östra distrikt. År 1996 blev han ställföreträdande advokat för Senate Whitewater Committee. Han var också chefsåklagare vid Khobar Towers-bombningen 1996 i Saudiarabien. Samtidigt var han adjungerad professor i juridik vid University of Richmond.
Han var federal åklagare för södra distriktet i New York från januari 2002 till dess han utnämndes till vice justitieminister den 11 december 2003. Bland hans första uppgifter där var att ta över utredningen om president Bill Clintons kontroversiella benådning av Marc Rich.
I augusti 2005 blev Comey chefsjurist och vice VD för Lockheed Martin. År 2010 blev han chefsjurist vid Bridgewater Associates i Westport, Connecticut. I början av 2013 lämnade han Bridgewater för att bli forskare på National Security Law vid Columbia Law School i New York.

### Chef för FBI

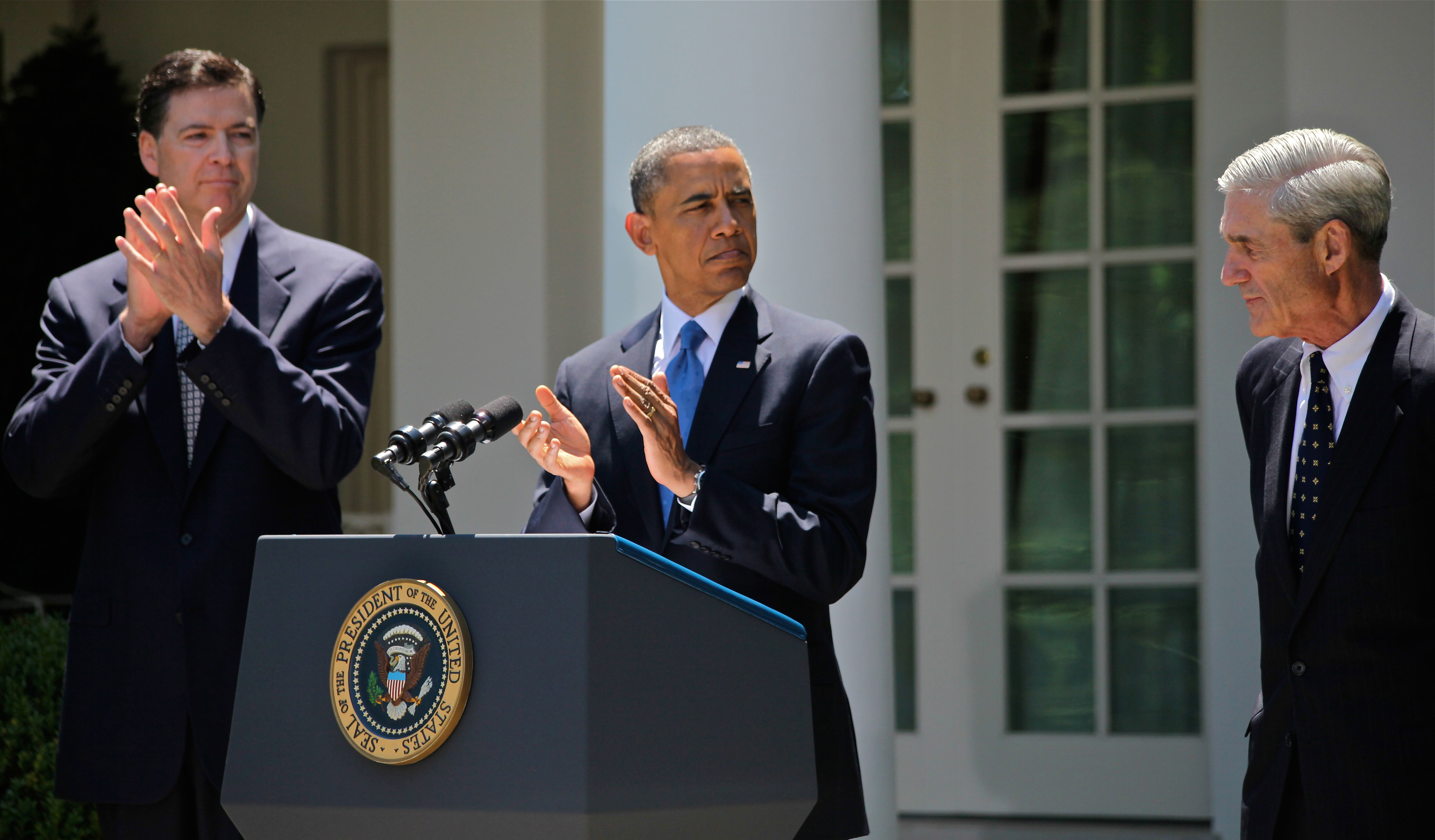
Comey, Barack Obama och Robert Mueller den 21 juni 2013.

I september 2013 utnämndes Comey till att efterträda Robert Mueller som högsta chef för FBI av president Barack Obama. Comey svors in som FBI-chef den 4 september 2013.
President Donald Trump avskedade Comey från tjänsten som FBI-chef den 9 maj 2017. Som skäl från Trumpadministrationen angavs att Comey skulle ha farit med osanning vid sitt vittnesmål under rättegången mot Hillary Clintons medarbetare Huma Abedin. Som ytterligare skäl angavs brister i Comeys ledning av myndigheten. I ett förhör med USA:s senat i juni 2017 erkände han att han, via en vän, lämnat/läckt minnesanteckningar från arbetsmöten till vissa nyhetsmedier.

### Författarskap
I augusti 2017 meddelade förlaget Macmillan Publishers att de hade skaffat rätten till Comeys första bok, som kommer att släppas våren 2018 och där Comey kommer att diskutera etik, ledarskap och sina erfarenhet i regeringen.
I november 2017 blev det officiellt att titeln på boken kommer att vara En högre lojalitet: Sanning, lögn och ledarskap och utgivningsdatumet sattes till den 1 maj 2018. Utgivningsdatumet flyttades till den 17 april 2018 på grund av FBI:s granskning under specialutredningen.
Han har ett Twitter-konto (@projectexile7, senare ändrat till @formerbu) under pseudonymen Reinhold Niebuhr.